# Tengen 1992
Il Tengen 1992 è stata la diciottesima edizione del torneo goistico giapponese Tengen. 

## Svolgimento
- W indica vittoria col bianco
- B indica vittoria col nero
- X indica la sconfitta
- +R indica che la partita si è conclusa per abbandono
- +N indica lo scarto dei punti a fine partita
- +F indica la vittoria per forfeit
- +T indica la vittoria per timeout
- +? indica una vittoria con scarto sconosciuto
- V indica una vittoria in cui non si conosce scarto e colore del giocatore

### Torneo
|  | Primo turno       | Primo turno |  |  | Secondo turno     | Secondo turno |                  |                   | Terzo turno | Terzo turno |  |  | Semifinale | Semifinale |  |  | Finale | Finale |
|  |                   |             |  |  |                   |               |                  |                   |             |             |  |  |            |            |  |  |        |        |
|  | Hiroshi Yamashiro | W+R         |  |  |                   |               |                  |                   |             |             |  |  |            |            |  |  |        |        |
|  | Ō Rissei          |             |  |  | Hiroshi Yamashiro | B+R           |                  |                   |             |             |  |  |            |            |  |  |        |        |
|  | Hideo Otake       | W+R         |  |  | Hideo Otake       |               |                  |                   |             |             |  |  |            |            |  |  |        |        |
|  | Yutaka Shiraishi  |             |  |  |                   |               |                  | Hiroshi Yamashiro | W+0,5       |             |  |  |            |            |  |  |        |        |
|  | Shoji Sakakibara  | B+R         |  |  | Shoji Sakakibara  |               |                  |                   |             |             |  |  |            |            |  |  |        |        |
|  | Kunio Hisajima    |             |  |  | Shoji Sakakibara  | W+2,5         |                  |                   |             |             |  |  |            |            |  |  |        |        |
|  | Yuichi Sonoda     | B+R         |  |  | Yuichi Sonoda     |               |                  |                   |             |             |  |  |            |            |  |  |        |        |
|  | Norio Kudo        |             |  |  |                   |               |                  | Hiroshi Yamashiro | B+4,5       |             |  |  |            |            |  |  |        |        |
|  | Masaki Takemiya   | B+9,5       |  |  | Masaki Takemiya   |               |                  |                   |             |             |  |  |            |            |  |  |        |        |
|  | Hiroaki Tono      |             |  |  | Masaki Takemiya   | W+R           |                  |                   |             |             |  |  |            |            |  |  |        |        |
|  | Hideyuki Fujisawa | W+R         |  |  | Hideyuki Fujisawa |               |                  |                   |             |             |  |  |            |            |  |  |        |        |
|  | Mamoru Ishii      |             |  |  |                   |               | Masaki Takemiya  | B+R               |             |             |  |  |            |            |  |  |        |        |
|  | Takeshi Sakai     | B+3,5       |  |  | Takeshi Sakai     |               |                  |                   |             |             |  |  |            |            |  |  |        |        |
|  | Michael Redmond   |             |  |  | Takeshi Sakai     | W+R           |                  |                   |             |             |  |  |            |            |  |  |        |        |
|  | Yoshimi Hashimoto | B+1,5       |  |  | Yoshimi Hashimoto |               |                  |                   |             |             |  |  |            |            |  |  |        |        |
|  | Meiko Tei         |             |  |  |                   |               |                  | Hiroshi Yamashiro | B+R         |             |  |  |            |            |  |  |        |        |
|  | Kōichi Kobayashi  | W+R         |  |  | Kōichi Kobayashi  |               |                  |                   |             |             |  |  |            |            |  |  |        |        |
|  | Mitsuhisa Yukawa  |             |  |  | Kōichi Kobayashi  | B+0,5         |                  |                   |             |             |  |  |            |            |  |  |        |        |
|  | Kunihisa Honda    | W+R         |  |  | Kunihisa Honda    |               |                  |                   |             |             |  |  |            |            |  |  |        |        |
|  | Ichigen Okubo     |             |  |  |                   |               | Kōichi Kobayashi | W+3,5             |             |             |  |  |            |            |  |  |        |        |
|  | Satoshi Kataoka   | B+2,5       |  |  | Satoshi Kataoka   |               |                  |                   |             |             |  |  |            |            |  |  |        |        |
|  | Kazunari Fujisawa |             |  |  | Satoshi Kataoka   | B+R           |                  |                   |             |             |  |  |            |            |  |  |        |        |
|  | Hideki Enda       | W+1,5       |  |  | Hideki Enda       |               |                  |                   |             |             |  |  |            |            |  |  |        |        |
|  | Eio Sakata        |             |  |  |                   |               | Kōichi Kobayashi | W+5,5             |             |             |  |  |            |            |  |  |        |        |
|  | Tetsuya Kiyonari  | W+2,5       |  |  | Tetsuya Kiyonari  |               |                  |                   |             |             |  |  |            |            |  |  |        |        |
|  | Masao Katō        |             |  |  | Tetsuya Kiyonari  | W+R           |                  |                   |             |             |  |  |            |            |  |  |        |        |
|  | Atsushi Ishida    | W+4,5       |  |  | Atsushi Ishida    |               |                  |                   |             |             |  |  |            |            |  |  |        |        |
|  | Hiroshi Ishida    |             |  |  |                   |               | Tetsuya Kiyonari | B+R               |             |             |  |  |            |            |  |  |        |        |
|  | Michihiro Morita  | W+1,5       |  |  | Michihiro Morita  |               |                  |                   |             |             |  |  |            |            |  |  |        |        |
|  | Yoji Ito          |             |  |  | Michihiro Morita  | W+R           |                  |                   |             |             |  |  |            |            |  |  |        |        |
|  | Cho Chikun        | B+R         |  |  | Cho Chikun        |               |                  |                   |             |             |  |  |            |            |  |  |        |        |
|  | Kimio Yamada      |             |  |  |                   |               |                  |                   |             |             |  |  |            |            |  |  |        |        |

### Finale
La finale è una sfida al meglio delle cinque partite. Il detentore Rin Kaiho ha affrontato lo sfidante scelto attraverso il processo di selezione.